# Чаусов Олександр Анатолійович
Олександр Анатолійович Чаусов (нар. 21 січня, 1973 в Одесі) — українській баскетболіст та тренер. Грав на позиції важкого форварда. Майстер спорту СРСР.

## Біографія

### Кар'єра гравця
Займатись баскетболом почав у вісім років, перший тренер Віталій Олександрович Лебединцев.
В юнацькі роки виступав на міжнародних турнірах у складі юніорської збірної СРСР, під керівництвом Станіслава Георгійовича Єрьоміна.
Перша професійна команда — «НКІ» Миколаїв (1991 рік). У сезонах 1992—1996 років під керівництвом того ж Віталія Олександровича Лебединцева виступав за команду «БІПА» Одеса, яка в сезоні 1992—1993 виграла першу лігу, а також Кубок України. У перший свій рік у головній лізі країни Олександр Чаусов став разом із командою «БІПА» Одеса бронзовим призером Української баскетбольної вищої ліги 1993-1994. Грав у Кубку Європи.
1996 року повернувся до Миколаєва, де продовжив баскетбольну кар'єру і відіграв за МБК Миколаїв до 2008 року 12 сезонів. Був багаторічним капітаном команди. Із МБК Миколаїв знов завоював бронзу Української баскетбольної суперліги 1997-1998. Завершив кар'єру гравця 2008 року. Є улюбленцем миколаївських вболівальників. Ігрова майка з номером 10 та прізвищем Чаусов після завершення ним кар'єри гравця, була внесена до Залу слави миколаївського баскетболу та займає почесне місце поруч з ігровими майками інших уславлених миколаївських баскетболістів на північній стіні спорткомплексу Надія.

### Кар'єра тренера
2008—2009 — помічник тренера в команді БК Одеса.

### Сімейний стан
- Дружина — Євгенія.
- Діти — Олександра та Кіра.

## Досягнення
- Чемпіон Першої ліги України (1992—1993)
- Володар Кубку України (1992—1993)
- Бронзовий призер Української баскетбольної вищої ліги 1993-1994[ru]
- Бронзовий призер Української баскетбольної суперліги 1997-1998[ru]
- Майстер спорту СРСР